# Bernhard Weiß (teólogo)

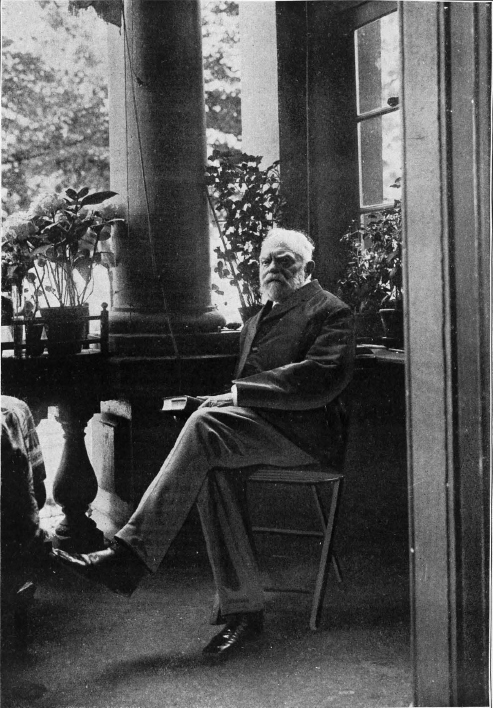
Fotografía de Bernhard Weiß (año desconocido).

Bernhard Weiß (Königsberg, 20 de junio de 1827 - 14 de enero de 1918) fue un teólogo protestante alemán.
Estudió teología en Königsberg, Halle y Berlín. Fue profesor en Königsberg y después en Berlín.
Autor del periodo de antigua búsqueda del Jesús histórico, dentro de la Escuela Liberal.
Escribió una "Vida de Jesús", basándose en el análisis de la Fuente Q y del Evangelio según san Marcos: Des Leben Jesu (1882)
- El contenido de este artículo incorpora material de una entrada de la Enciclopedia Libre Universal, publicada en español bajo la licencia Creative Commons Compartir-Igual 3.0.

- Datos: Q68786
- Multimedia: Bernhard Weiss (Theologe) / Q68786